# S-tog Bx

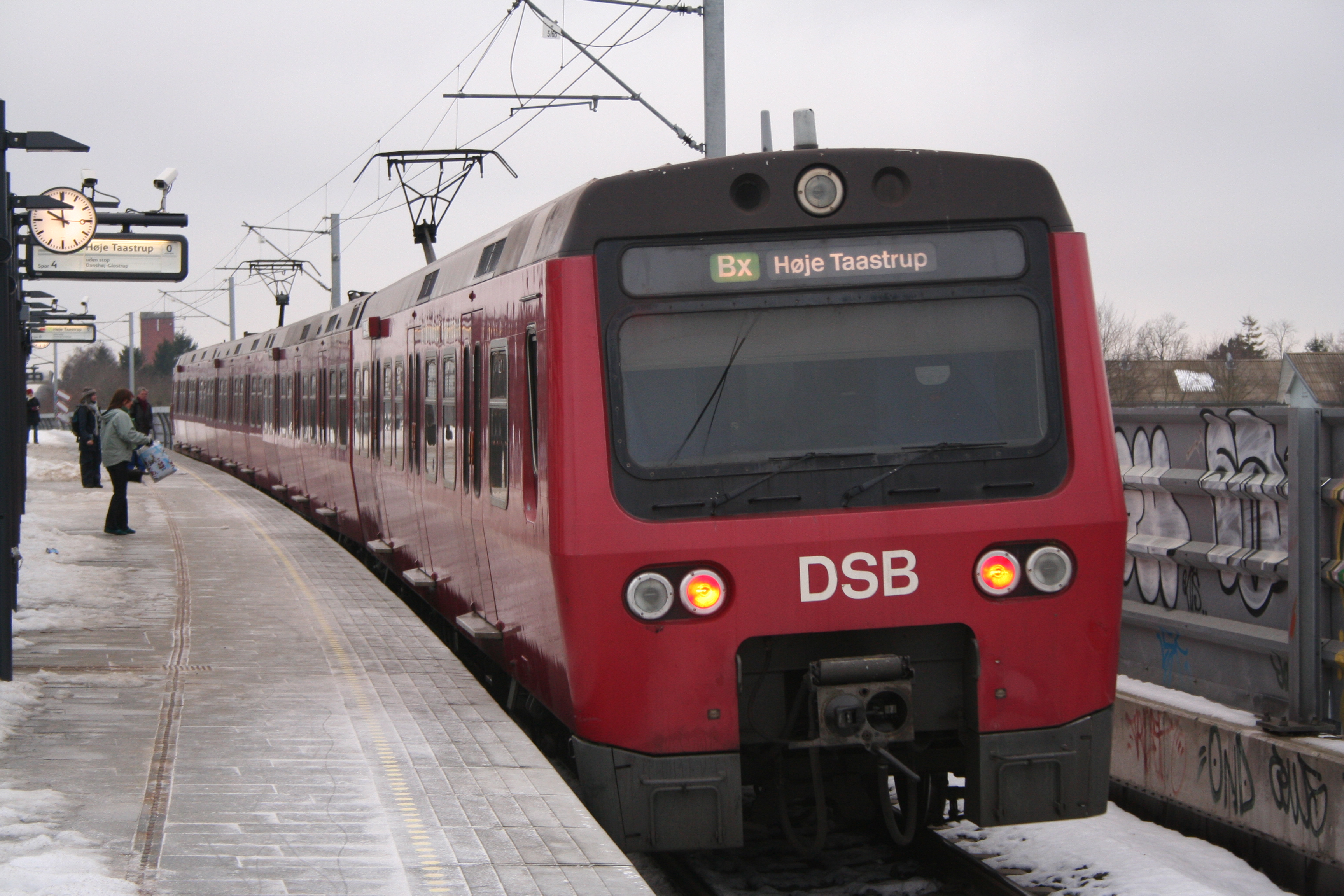
Lijn Bx op Station Danshøj

Lijn Bx is een S-toglijn tussen Farum en Høje Taastrup via Københavns Hovedbanegård.

## Geschiedenis
| Naam                                                       | Zuid-einde                                                                                                 | Jaar      | Noord-einde |
| ---------------------------------------------------------- | --- | --------- | --- |
| –                                                          | eindstation op Københavns Hovedbanegård                                                                    | 1955–1963 | Nordbanen: alle haltes tot aan Lyngby                                                                                          |
| –                                                          | Vestbanen: alle haltes tot aan Hvidovre                                                                    | 1960–1963 | eindstation op Hellerup |
| Bx                                                         | naar Taastrup, zonder stop Københavns Hovedbanegård - Hvidovre                                             | 1963–1972 | naar Lyngby, zonder stop Østerport - Bernstorffsvej                                                                            |
| Bx                                                         | naar Taastrup, zonder stop Københavns Hovedbanegård - Valby - Glostrup                                     | 1972–1979 | naar Lyngby, zonder stop Østerport - Bernstorffsvej                                                                            |
| Bx                                                         | naar Taastrup, zonder stop Københavns Hovedbanegård - Valby - Glostrup                                     | 1979–1986 | Hareskovbanen: naar Farum, zonder stop Østerport - Kildebakke en Bagsværd - Værløse                                            |
| Bx                                                         | zoals de voorgaande jaren, echter verlengd naar Høje Taastrup                                              | 1986–1989 | Hareskovbanen: naar Farum, zonder stop Østerport - Kildebakke en Bagsværd - Værløse                                            |
| Bx                                                         | zoals de voorgaande jaren, echter nu alle haltes van Københavns Hovedbanegård tot aan Valby                | 1989–1993 | zoals de voorgaande jaren, echter nu met stop op Vangede                                                                       |
| Bx                                                         | naar Høje Taastrup, zonder stop Københavns Hovedbanegård - Valby                                           | 1993–1995 | naar Hellerup, zonder stop vanaf Østerport                                                                                     |
| Bx                                                         | zoals de voorgaande jaren, echter zonder stop Valby - Glostrup                                             | 1995–2001 | eindstation op Københavns Hovedbanegård                                                                                        |
| Bx                                                         | zoals de voorgaande jaren, echter zonder stop Valby - Glostrup                                             | 2001–2002 | naar Hellerup,zonder stop vanaf Østerport                                                                                      |
| Bx                                                         | zoals de voorgaande jaren, echter zonder stop Valby - Glostrup                                             | 2002–2004 | alle haltes tot aan Hellerup                                                                                                   |
| Bx                                                         | naar Høje Taastrup zonder stop Danshøj - Glostrup; In de avond uren werd op alle haltes gestopt. (ma-vrij) | 2005      | Klampenborgbanen: alle haltes tot aan Klampenborg (ma-vrij) ochtend- en middaguren                                             |
| Geen dienst in 2006 vanwege het werk aan de infrastructuur | |           | |
| Bx                                                         | naar Høje Taastrup spitsuren (ma-vrij); zonder stop Danshøj - Glostrup                                     | 2007-2009 | Hareskovbanen: naar Farum spitsuren (ma-vrij); zonder stop tussen Ryparken en Vangede, zonder stop op Kildebakke en Skovbrynet |
| Bx                                                         | zoals de voorgaande jaren, maar alleen in de spitsuren                                                     | Dec 2009– | eindstation op Østerport |

## Stations
| Station                  | Overstappunt | Foto * | Type                         | Geopend         | Ligging                        | Opmerkingen |
| ------------------------ | ------------ | ------ | ---------------------------- | --------------- | ------------------------------ | ----------- |
| Farum                    |              | 230 !  | maaiveld                     | 20 april 1906   | 55° 48′ 43″ NB, 12° 22′ 25″ OL |             |
| Værløse                  |              | 240 !  | talud                        | 20 april 1906   | 55° 46′ 55″ NB, 12° 22′ 23″ OL |             |
| Hareskov                 |              | 250 !  | maaiveld                     | 20 april 1906   | 55° 45′ 58″ NB, 12° 24′ 21″ OL |             |
| Skovbrynet               |              | 260 !  | maaiveld                     | 1 april 1930    | 55° 45′ 54″ NB, 12° 25′ 56″ OL |             |
| Bagsværd                 |              | 270 !  | talud                        | 20 april 1906   | 55° 45′ 42″ NB, 12° 27′ 12″ OL |             |
| Stengården               |              | 280 !  | talud                        | 15 mei 1929     | 55° 45′ 24″ NB, 12° 28′ 24″ OL |             |
| Buddinge                 |              | 290 !  | talud                        | 20 april 1906   | 55° 44′ 50″ NB, 12° 29′ 37″ OL |             |
| Kildebakke               |              | 300 !  | talud                        | 15 mei 1935     | 55° 44′ 41″ NB, 12° 30′ 29″ OL |             |
| Vangede                  |              | 310 !  | maaiveld                     | 20 april 1906   | 55° 44′ 23″ NB, 12° 31′ 24″ OL |             |
| Dyssegård                |              | 320 !  | talud                        | 22 mei 1932     | 55° 43′ 57″ NB, 12° 32′ 9″ OL  |             |
| Emdrup                   |              | 330 !  | uitgraving                   | 20 april 1906   | 55° 43′ 14″ NB, 12° 32′ 26″ OL |             |
| Ryparken                 |              | 350 !  | talud                        | 1 februari 1926 | 55° 42′ 55″ NB, 12° 33′ 34″ OL |             |
| Svanemøllen              |              | 360 !  | maaiveld                     | 15 mei 1934     | 55° 42′ 56″ NB, 12° 34′ 41″ OL |             |
| Nordhavn                 |              | 370 !  | talud                        | 15 mei 1934     | 55° 42′ 22″ NB, 12° 35′ 26″ OL |             |
| Østerport                |              | 380 !  | uitgraving                   | 2 augustus 1897 | 55° 41′ 35″ NB, 12° 35′ 15″ OL |             |
| Nørreport                |              | 390 !  | ondiep gelegen zuilenstation | 1 juli 1918     | 55° 40′ 59″ NB, 12° 34′ 16″ OL |             |
| Vesterport               |              | 400 !  | uitgraving                   | 15 mei 1934     | 55° 40′ 33″ NB, 12° 33′ 45″ OL |             |
| Københavns Hovedbanegård |              | 410 !  | maaiveld                     | 1 december 1911 | 55° 40′ 21″ NB, 12° 33′ 51″ OL |             |
| Dybbølsbro               |              | 420 !  | maaiveld                     | 1 november 1934 | 55° 39′ 53″ NB, 12° 33′ 34″ OL |             |
| Carlsberg                |              | 430 !  | uitgraving                   | 3 juli 2016     | 55° 39′ 48″ NB, 12° 32′ 11″ OL |             |
| Valby                    |              | 440 !  | uitgraving                   | 26 juni 1847    | 55° 39′ 50″ NB, 12° 30′ 52″ OL |             |
| Danshøj                  |              | 540 !  | kruisingsstation             | 8 januari 2005  | 55° 39′ 51″ NB, 12° 29′ 37″ OL |             |
| Glostrup                 |              | 760 !  | maaiveld                     | 26 juni 1847    | 55° 39′ 47″ NB, 12° 23′ 51″ OL |             |
| Albertslund              |              | 770 !  | maaiveld                     | 26 mei 1963     | 55° 39′ 30″ NB, 12° 21′ 12″ OL |             |
| Taastrup                 |              | 780 !  | maaiveld                     | 26 mei 1963     | 55° 39′ 9″ NB, 12° 18′ 7″ OL   |             |
| Høje Taastrup            |              | 790 !  | maaiveld                     | 31 mei 1986     | 55° 38′ 56″ NB, 12° 16′ 10″ OL |             |

* De sorteerwaarde van de foto is de ligging langs de lijn